# Papineauville
Papineauville är en kommun och tätort (centre de population) i provinsen Québec i Kanada. Den ligger i regionen Outaouais, i den sydöstra delen av landet, 60 km nordost om huvudstaden Ottawa.